# Polystachya bruechertiae
Polystachya bruechertiae är en orkidéart som beskrevs av Fischer, Killmann och J.-p.Lebel. Polystachya bruechertiae ingår i släktet Polystachya och familjen orkidéer.
Artens utbredningsområde är Rwanda. Inga underarter finns listade i Catalogue of Life.